# Węglan niklu(II)
Węglan niklu(II), NiCO
3 – nieorganiczny związek chemiczny z grupy węglanów, sól kwasu węglowego i niklu na II stopniu utlenienia. W temperaturze pokojowej jest to zielone, krystaliczne ciało stałe.
Stwierdzono, że u szczurów wywołuje nowotwory płuc i nerek, co prawdopodobnie wiąże się z uszkodzeniami DNA przez jony Ni2+
.